# Pentalagus furnessi
Genre
Espèce
Statut de conservation UICN

 EN B1ab(ii,iii,v)+2ab(ii,iii,v) : En danger
Le lapin des îles Amami ou lapin des Ryukyu (Pentalagus furnessi) est la seule espèce du genre Pentalagus. Ce lapin rarissime ne se rencontre que sur les îles Amami Ō-shima et Tokuno-shima dans les îles Amami, au sud-ouest du Japon.
Il est considéré comme un fossile vivant des anciens lapins qui vivaient autrefois sur le continent asiatique, où ils se sont éteints, ne subsistant que sur les deux petites îles japonaises où ils vivent encore actuellement.
Il est recouvert d'une fourrure totalement noire et possède de longues griffes grâce auxquelles il construit son terrier dans le sol. Il est principalement nocturne, se nourrissant d'aliments forestiers tels que feuilles de gynerium, patates douces, pousses de bambou, noix, etc. L'entrée de son terrier est rebouchée à chaque sortie afin de protéger les lapereaux.
Il communiquerait avec ses congénères par un système de claquements. Il est l'une des deux espèces de lapins[Avec qui ?] (sur cinquante) à pousser des cris aigus.